# C/390 Q1
C/390 Q1 – kometa jednopojawieniowa, zaobserwowana w sierpniu 390 roku.

## Odkrycie i obserwacje komety
Nie jest znana dokładna data odkrycia komety C/390 Q1, jednak za taką datę przyjmuje się 22 sierpnia 390 roku. Źródła chińskie nie są jednoznaczne. Około 8 sierpnia warkocz komety miał osiągnąć na niebie długość ok. 100 stopni, a jasność komety sięgnęła -1m. Ostatni raz kometa dostrzeżona była 17 września.
C/390 Q1 zbliżyła się na 0,1 j.a. do Ziemi, co można uznać za jedno z najbliższych przejść komety w pobliżu naszej planety.
Obiekt ten widziany był także w Europie, o czym zaświadcza historyk rzymski Filostorgiusz w dziele Ecclesiasticae Historiae.